# Siennica

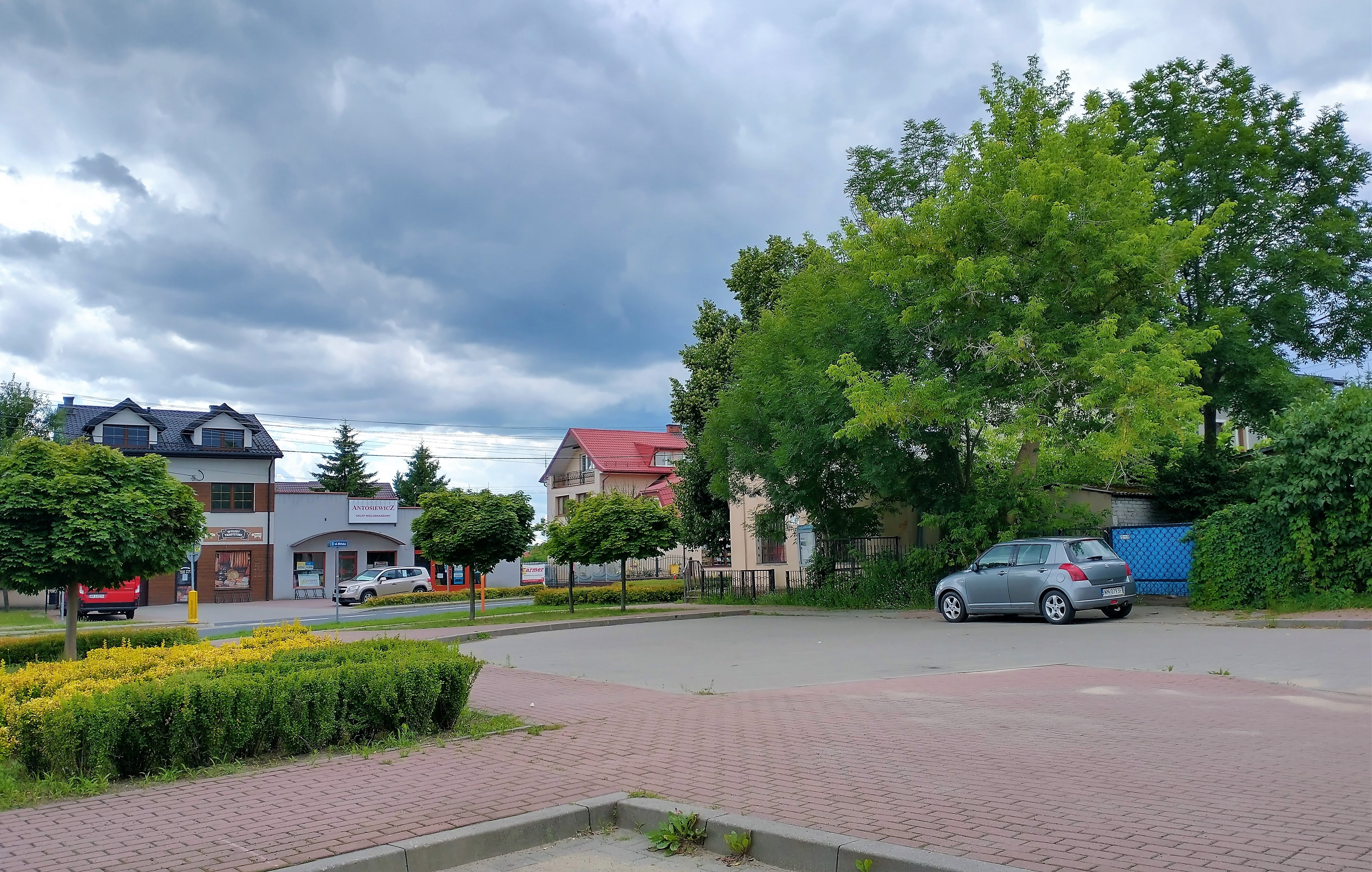
Centrum miejscowości

Siennica – miasto w Polsce położone w województwie mazowieckim, w powiecie mińskim, w gminie Siennica. Siedziba dekanatu siennickiego z parafią św. Stanisława Biskupa Męczennika.
Siennica uzyskała lokację miejską w 1526 roku. Została pozbawiona praw miejskich 13 października 1870 i włączona do gminy Siennica w powiecie mińskim. W latach 1867–1954 siedziba wiejskiej gminy Siennica, 1954–1972 gromady Siennica, a od 1973 reaktywowanej gminy Siennica. W latach 1975–1998 należała administracyjnie do województwa siedleckiego. 1 stycznia 2024 odzyskała status miasta.
Miasto jest siedzibą rzymskokatolickiej parafii św. Stanisława Biskupa Męczennika.

## Historia
Pierwsza wzmianka o wsi pochodzi z XV wieku (Szenica) i podaje, że była to własność rycerza Daćboga. Zgodnie z zapisami w 1526 księżna Anna, w dowód uznania dla Stanisława Siennickiego, lokowała miasto Janów (Janowo) na terenie wsi Siennica. Jednak nazwa ta nie przyjęła się, w spisie pochodzącym z 1564 roku miasto wróciło do poprzedniej nazwy.
Siennica, będąca własnością szlachecką, położona była w drugiej połowie XVI wieku w powiecie garwolińskim  ziemi czerskiej województwa mazowieckiego.
Przełom XVI i XVII wieku przyniósł miastu dynamiczny rozwój. Spowodowane było licznymi targami i jarmarkami. Jednak wojny kozackie, „potop” oraz pożar w okresie wojen północnych spowodowały upadek gospodarczy miasta.
Na przestrzeni lat 1749–1760 zostaje zbudowany klasztor i kościół pod wezwaniem Najświętszej Maryi Panny. Od 1815 siedziba powiatu w obwodzie stanisławowskim. Po kasacji Klasztoru w 1864 roku, w budynkach poklasztornych zaczyna działać seminarium nauczycielskie. W 1869 roku za udział mieszkańców w powstaniach antycarskich, Siennica zostaje pozbawiona praw miejskich.
W 1905 miały miejsce demonstracyjne strajki uczniów tutejszego seminarium nauczycielskiego.
13 września 1939 roku, wraz z wkroczeniem do osady wojsk niemieckich, rozpoczyna się bolesny okres dla Siennicy. Pierwszego dnia okupacji, oddział SS stłoczył wszystkich mieszkańców w poklasztornym kościele, a miasteczko podpalił (spalono ok. 80% zabudowań). Mimo takiego pokazu siły, okupantowi nie udało się złamać ducha walki mieszkańców. Przez cały okres trwania okupacji na terenie Siennicy działały AK i BCh. W 1942 roku Niemcy wywieźli do obozów, około 700 mieszkańców pochodzenia żydowskiego. 30 sierpnia 1944 r. do Siennicy wkraczają oddziały Armii Czerwonej, w trakcie walk spłonął kościół poklasztorny.
W 2009 do wsi została dołączona Stara Wieś.

### Kalendarium
- XV wiek – pierwsze wzmianki o wsi (Szenica)
- 1526 – księżna Anna lokowała miasto Janów na terenie wsi Siennica
- 1528 – powołanie parafii w Siennicy
- 1564 – w spisie wykazano powrót miejscowości do starej nazwy
- 1577 – na miejscu poprzedniego kościoła wybudowano nowy z bali modrzewiowych
- 1693–1698 – budowa nowego kościoła
- 1749–1760 – budowa klasztoru i kościoła pod wezwaniem NMP, fundator Kazimierz Rudziński
- 1864 – kasacja klasztoru
- 1866 – początek działania seminarium nauczycielskiego
- 1869 – utrata praw miejskich
- 13 września 1939  – wkroczenie wojsk niemieckich, spalenie Siennicy
- 18 października 1942 – wywiezienie do getta w Mrozach ok. 700 mieszkańców pochodzenia żydowskiego
- 30 lipca 1944 – wkroczenie do miasta Armii Czerwonej, pożar kościoła poklasztornego, zdobycie Siennicy

## Zabytki
- klasztor i kościół poreformacki

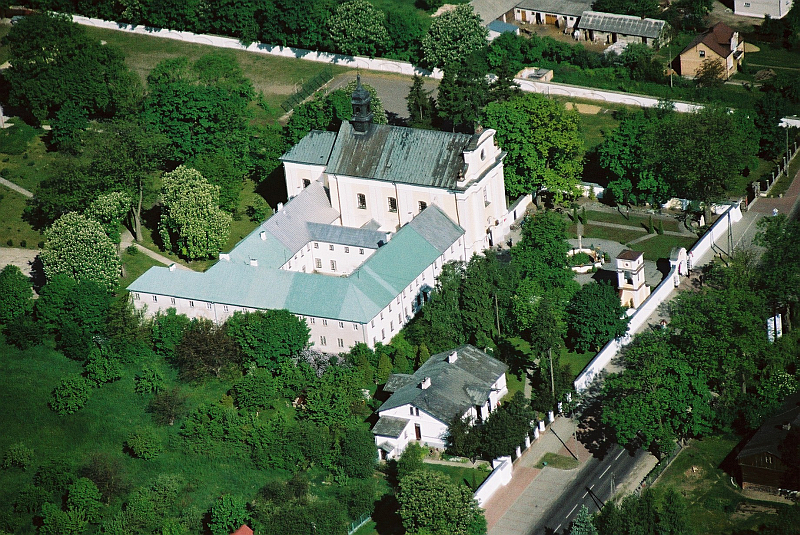
Kościół w Siennicy

- figura Matki Boskiej Niepokalanej z pierwszej połowy XIX wieku
- stary cmentarz grzebalny
- gmach seminarium nauczycielskiego

## Sport

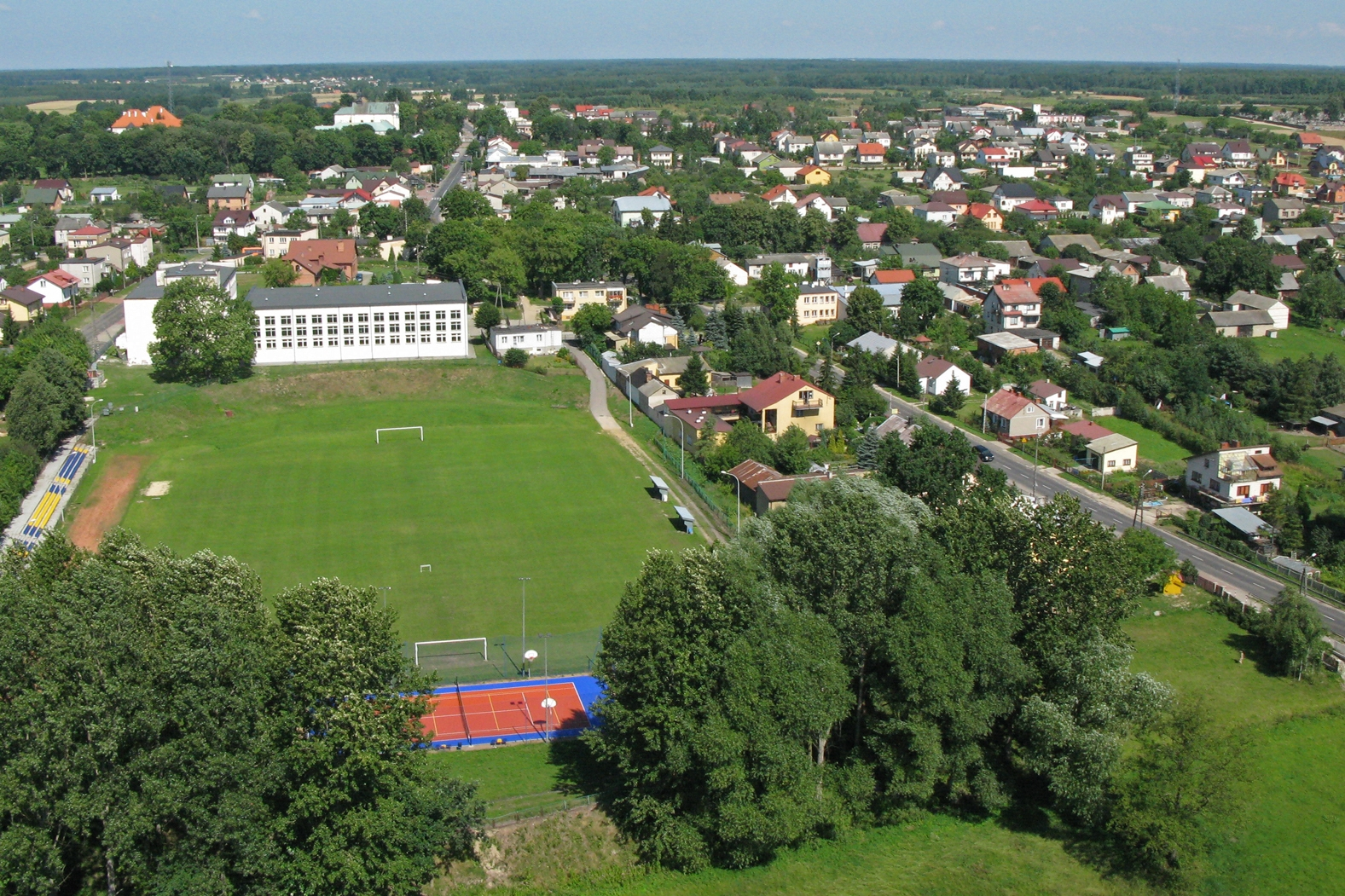
Stadion i hala sportowa w Siennicy

- hala sportowa – pełnowymiarowa (42 × 22) m, największa w powiecie mińskim sala do gier zespołowych, sale pomocnicze do gimnastyki, aerobiku, tenisa stołowego oraz pełne zaplecze sanitarne składające się z czterech kompletów szatni, toalet i natrysków
- stadion sportowy z trybuną krytą na 560 miejsc siedzących dla kibiców i 20 dla zawodników; szatnie i prysznice znajdują się tuż obok stadionu przy hali sportowej; na stadionie kort tenisowy oraz bieżnia wykonana z pyłku ceglastego; w 2006 roku stadion został zmodernizowany
- boisko piłkarskie Orlik 2012 na terenie Zespołu Szkół im. Hipolity i Kazimierza Gnoińskich

- dwa kluby sportowe:
  - GKS Fenix Siennica
  - PKS Life Siennica

## Opieka zdrowotna
W Siennicy znajduje się Samodzielny Publiczny Zakład Opieki Zdrowotnej przy ul. Akacjowej.